# Alex Mitchell (Fußballspieler)
Alexander Paul Mitchell (* 7. Oktober 2001) ist ein englischer Fußballspieler, der beim FC Millwall unter Vertrag steht.

## Karriere
Alex Mitchell spielte bis zum Jahr 2021 in der Jugend des FC Millwall aus dem Südosten von London. Ab April 2021 wurde der Innenverteidiger innerhalb Londons an den FC Bromley in die National League verliehen. Er absolvierte neun Ligaspiele und erreichte mit dem Verein die Aufstieg-Play-Offs, in der es eine Niederlage gegen Hartlepool United gab. Nach seiner Rückkehr nach Millwall erhielt er eine Vertragsverlängerung, nachdem er im August erstmals im Spieltagskader des Zweitligisten gestanden hatte und im EFL Cup gegen Cambridge United für Dan Ballard eingewechselt wurde. Noch im gleichen Monat wurde der 19-Jährige Mitchell erneut an einen Londoner Verein verliehen, als es für ihn zu Leyton Orient ging. Für den Viertligisten absolvierte er in der Saison 2021/22 insgesamt 26 Ligaspiele.
Ab Juli 2022 wurde Mitchell weiter nach Schottland an den FC St. Johnstone verliehen. In seinem zehnten Spiel für die „Saints“ gelang ihm im Oktober 2022 gegen Celtic Glasgow in der Scottish Premiership sein erstes Profitor bei einer 1:2-Heimniederlage im McDiarmid Park. Im November 2022 wurde er gegen St. Mirren erstmals in seiner Laufbahn mit einer Roten Karte vom Platz gestellt.